# New South Wales Open dicembre 1974
Il New South Wales Open 1974 è stato un torneo di tennis giocato sull'erba. È stata l'83ª edizione del torneo. L'evento femminile ha fatto parte dei Tornei di tennis femminili indipendenti nel 1974. Si è giocato a Sydney in Australia dal 16 al 22 dicembre 1974.

## Campioni

### Singolare maschile
Tony Roche ha battuto in finale  Phil Dent con il punteggio di 7–6, 4–6, 3–6, 6–2, 8–6.

### Singolare femminile
Evonne Goolagong Cawley ha battuto in finale  Margaret Smith-Court con il punteggio di 6–3 7–5.

### Doppio femminile
Evonne Goolagong Cawley /  Peggy Michel hanno battuto in finale  Ol'ga Morozova /  Martina Navrátilová con il punteggio di 6–7, 6–4, 6–1.

### Doppio maschile
Syd Ball /  Bob Carmichael